# Lorenzo Pasinelli
Lorenzo Pasinelli (né à Bologne le 4 septembre 1629 et mort le 4 mars 1700 dans la même ville) est un peintre italien de l'école bolonaise.

## Biographie
Lorenzo Pasinelli fait son apprentissage auprès de Simone Cantarini puis collabore après 1648 avec Flaminio Torre.
Il est connu pour son tableau du Miracle de saint Antoine pour l'église bolonaise  San Francesco (maintenant à San Petronio).
Il peint pour le sénateur Francesco Ghisilieri L'Amour désarmé par les nymphes de Diane, conservé  maintenant à la pinacothèque  BPER de Modène.
Giovanni Antonio Burrini, Giovanni Gioseffo dal Sole, Giovanni Pietro Zannotti, Giuseppe Mazza et Donato Creti furent de ses élèves.

## Œuvres
- Sainte Famille et La Résurrection, basilique San Francesco de Bologne ;
- L'entrée du Christ à Jérusalem, Le Christ ressuscité apparaissant à sa Mère avec les saints prophètes et patriarches, chartreuse de Bologne ;
- Martyre de Sainte Ursule, 1685, Pinacothèque nationale, Bologne.

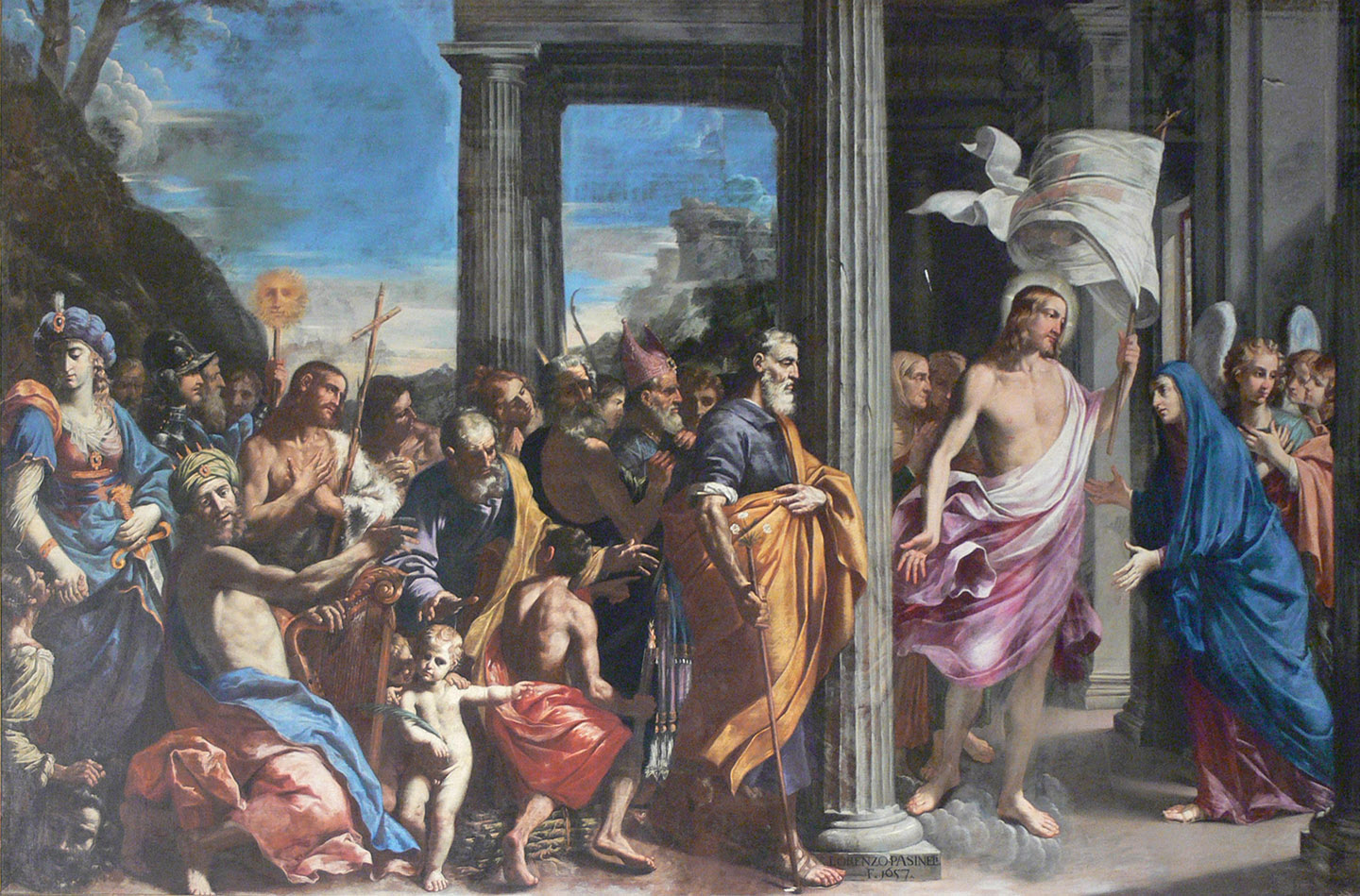
Le Christ ressuscité apparaissant à sa Mère avec les saints prophètes et patriarches (1657), chartreuse de Bologne.
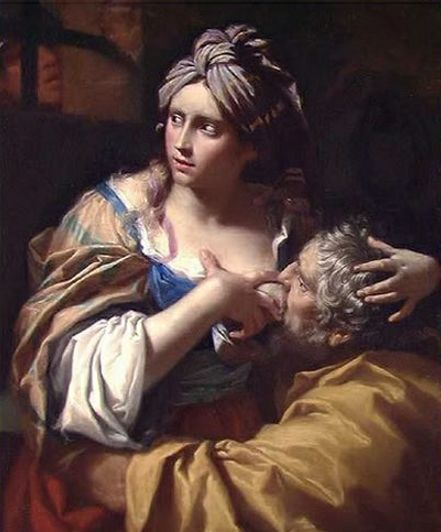
Charité romaine (1670), Musée national de l'Art, de l'Architecture et du Design, Oslo.

## Source
- (en) Cet article est partiellement ou en totalité issu de l’article de Wikipédia en anglais intitulé « Lorenzo Pasinelli » (voir la liste des auteurs).